# Кати Барбери
Кати Барбери (на испански: Katie Barberi) е мексиканска актриса станала известна с участията си в теленовели.

## Биография
Кати Барбери е родена на 22 януари 1972 г. в Салтильо, щата Коауила, Мексико. Баща ѝ е мексиканец от италиански произход, а майка ѝ американка. Поради естеството на кариерите на двамата си родители, Барбери учи в много различни училища в САЩ и Мексико. Била е изложена на различни култури и гледни точки в живота, както и в изучаването на английски и испански език.
Още на 12-годишна възраст, Барбери и нейната майка се преместват в Лос Анджелис, Калифорния. Тя бързо навлиза в сферата на телевизията, киното и в театърът. През това време е имала възможност да участва в три филма на Дисни. Играе ролята на Мария Делучи в „The Bronx Zoo“, който е продукция на телевизия NBC. През 1987 г. тя играе във филма „The Garbage Pail Kids Movie“.

## Филмография

### Теленовели
- 2016: Ева, шофьорката (Eva la trailera) – Синтия Монтеверде
- 2012: Смело сърце (Corazón Valiente) – Перла Наваро
- 2011: Сърцето ми настоява (Mi corazón insiste) – Вики де Нориега
- 2011: Грачи (Grachi) – Урсула
- 2010: Призракът на Елена (El fantasma de Elena) – Ребека Сантандер де Хирон
- 2009: Гибелна красота (Bella Calamidades) – Силвана Барбоса де Кардона
- 2008: Доня Барбара (Doña Bárbara) – Сесилия Верхел
- 2007: Белег на желанието (La marca del deseo) – Дигна де Сантибанес
- 2005: Любовта няма цена (El amor no tiene precio) – Енграсия Александър
- 2004: Невинната ти (Inocente de ti) – Майте Далмачи Рионда
- 2003: Ребека (Rebeca) – Рехина Монталбан де Сантандер
- 2002: Да живеят децата (¡Vivan los niños!) – Лорена
- 2001: Саломе (Salome) – Лаура
- 2000: Ангелско личице (Carita de ángel) – Ноелия
- 2000: Къщата на плажа (La casa en la playa) – Флоренсия Урибе
- 1999: Заради любовта ти (Por tu amor) – Миранда Нарваес де Дуран
- 1998: Право на любов (El privilegio de amar) – Паула
- 1997: Моя малка палавница (Mi pequeña traviesa) – Памела
- 1997: Perdita Durango – стюардеса
- 1997: Някога ще имаме крила (Alguna vez tendremos alas) – Исабел Онтиверос де Ламас
- 1996: Acapulco Bay – Маура
- 1995: Алондра (Alondra) – Ребека Монтес де Ока
- 1995: Yanqui indomable

### Филми
- 1991: Us – Барб
- 1990: Apparences – Диана Кинсела
- 1989: Spooner – Каролин
- 1989: Not Quite Human II – Роберта
- 1987: The Garbage Pail Kids Movie
- 1986: Ferris Bueller's Day Off
- 1984: Kids Incorporated